# 矮蔭魚
矮蔭魚為輻鰭魚綱狗魚目泥狗魚科的其中一種，分布於北美洲美國中部的淡水流域，也被引進西歐及中歐，體長可達11.5公分，棲息在沼澤溼地，屬肉食性，以蝸牛、昆蟲等為食，可作為觀賞魚。

## 外部連結
- 矮蔭魚的圖片